# Брейді Тауншип (округ Гандінгдон, Пенсільванія)
Брейді Тауншип (англ. Brady Township) — селище (англ. township) в США, в окрузі Гантінгдон штату Пенсільванія. Населення — 1034 особи (2020).

## Демографія
Згідно з переписом 2010 року, у селищі мешкали 1172 особи в 406 домогосподарствах у складі 303 родин. Було 486 помешкань
Расовий склад населення:
| - 98,7 % — білих - 0,3 % — азіатів |

До двох чи більше рас належало 0,9 %. Частка іспаномовних становила 0,3 % від усіх жителів.
За віковим діапазоном населення розподілялося таким чином: 29,0 % — особи молодші 18 років, 57,7 % — особи у віці 18—64 років, 13,3 % — особи у віці 65 років та старші. Медіана віку мешканця становила 36,8 року. На 100 осіб жіночої статі у селищі припадало 111,2 чоловіків;  на 100 жінок у віці від 18 років та старших — 105,4 чоловіків також старших 18 років.
Середній дохід на одне домашнє господарство  становив 52 710 доларів США (медіана — 42 440), а середній дохід на одну сім'ю — 59 610 доларів (медіана — 48 000). Медіана доходів становила 40 625 доларів для чоловіків та 31 250 доларів для жінок. За межею бідності перебувало 19,5 % осіб, у тому числі 33,1 % дітей у віці до 18 років та 5,4 % осіб у віці 65 років та старших.
Цивільне працевлаштоване населення становило 399 осіб. Основні галузі зайнятості: освіта, охорона здоров'я та соціальна допомога — 17,5 %, виробництво — 16,0 %, роздрібна торгівля — 15,5 %.